# Basketball Regionalliga Südost
Der Basketball Regionalliga Südost e. V. (kurz: RLSO) ist ein Dachverband, der den Regionalliga-Spielbetrieb in Bayern, Sachsen und Thüringen leitet.

## Geschichte
Der Verein wurde am 20. Februar 2010 gegründet. Im Juli 2017 löste Michael Erlwein aus Erlangen Winfried Gintschel als RLSO-Vorsitzenden ab.

## Aufgaben
Die Basketball-Landesverbände Bayern, Sachsen und Thüringen sind ständige Mitglieder des Verbands.
Die höchsten von der Basketball Regionalliga Südost geleiteten Spielklassen sind die 1. Regionalligen Südost der Herren sowie die Damen-Regionalliga. Zudem ist der Verband für die 2. Regionalliga Nord und Süd (jeweils männlich) sowie die RLSO-Meisterschaften in den Seniorenspielklassen Ü35 und Ü40 und verantwortlich. Des Weiteren ist die RLSO für die Veranstaltung der regionalen Jugendmeisterschaften sowie die Ausbildung und Förderung von Schiedsrichtern zuständig.
Geleitet wird der Verband von einem Vorstand, zu dem neben Vorsitzendem und Stellvertreter(n) auch Fachleiter für Jugend, Schiedsrichter und Presse gehören. Es bestehen innerhalb der RLSO die Arbeitsbereiche Sportorganisation/Spielbetrieb, Schiedsrichter, Finanzen/Verwaltung, Öffentlichkeitsarbeit und Jugend.